# Altaveu de gamma mitjana
1. Imant
2. Radiador
3. Bobina toroidal
4. Suspensió
5. Membrana

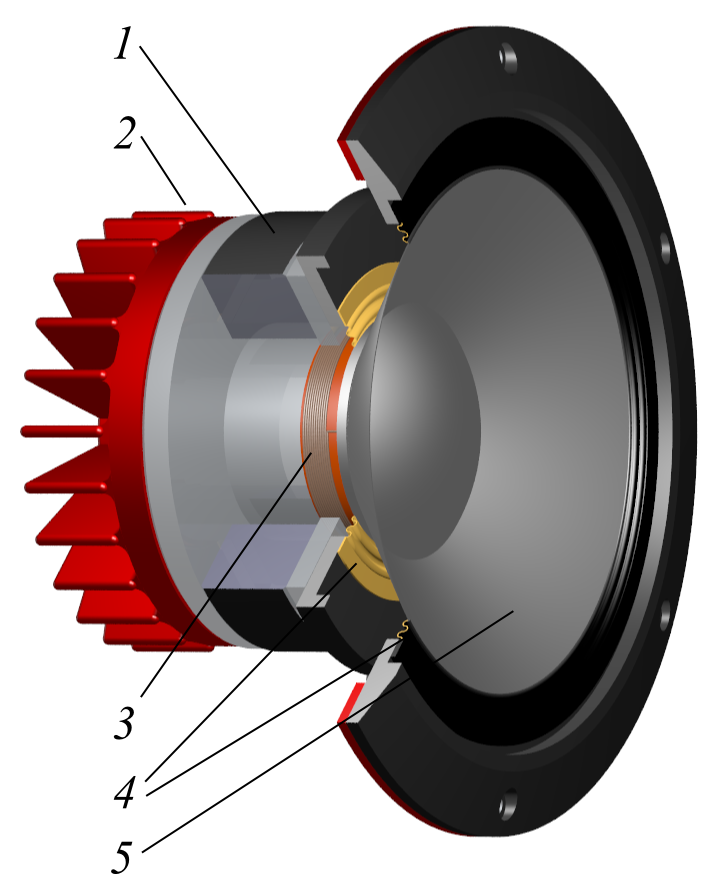
Vista seccionada d'un altaveu dinàmic de gamma mitjana

Un altaveu de gamma mitjana és un controlador d'altaveus que reprodueix el so en el rang de freqüències de 250 a 2000 Hz.
Els controladors de gamma mitjana solen ser tipus de con o, menys habitualment, tipus de cúpula o controladors de botzina de compressió. El diafragma radiant d'una unitat de gamma mitjana de con és un tronc de con, amb una bobina de veu connectada al coll, juntament amb la porció d'aranya de la suspensió, i amb l'envoltant del con a l'extrem ample. Els controladors de gamma mitjana de con solen semblar petits woofers. El material més utilitzat per als cons de gamma mitjana és el paper, impregnat ocasionalment i/o tractat superficialment amb polímers o resines per tal de millorar l'amortiment de vibracions. Altres materials de con de gamma mitjana inclouen plàstics com el polipropilè, Cobex, Bextrene, Kevlar teixit, fibra de vidre, fibra de carboni o aliatges de metall lleuger basats en alumini, magnesi, titani o altres aliatges. La superfície radiant d'una cúpula de rang mitjà és normalment una secció de 90 graus d'una esfera, feta de tela, metall o pel·lícula de plàstic, amb la seva suspensió i bobina de veu col·locades a la vora exterior de la cúpula. La majoria dels controladors de gamma mitjana de concerts professionals són controladors de compressió acoblats a botzines. Molt pocs de gamma mitjana són controladors electroestàtics, controladors magnètics plans o controladors de cinta.

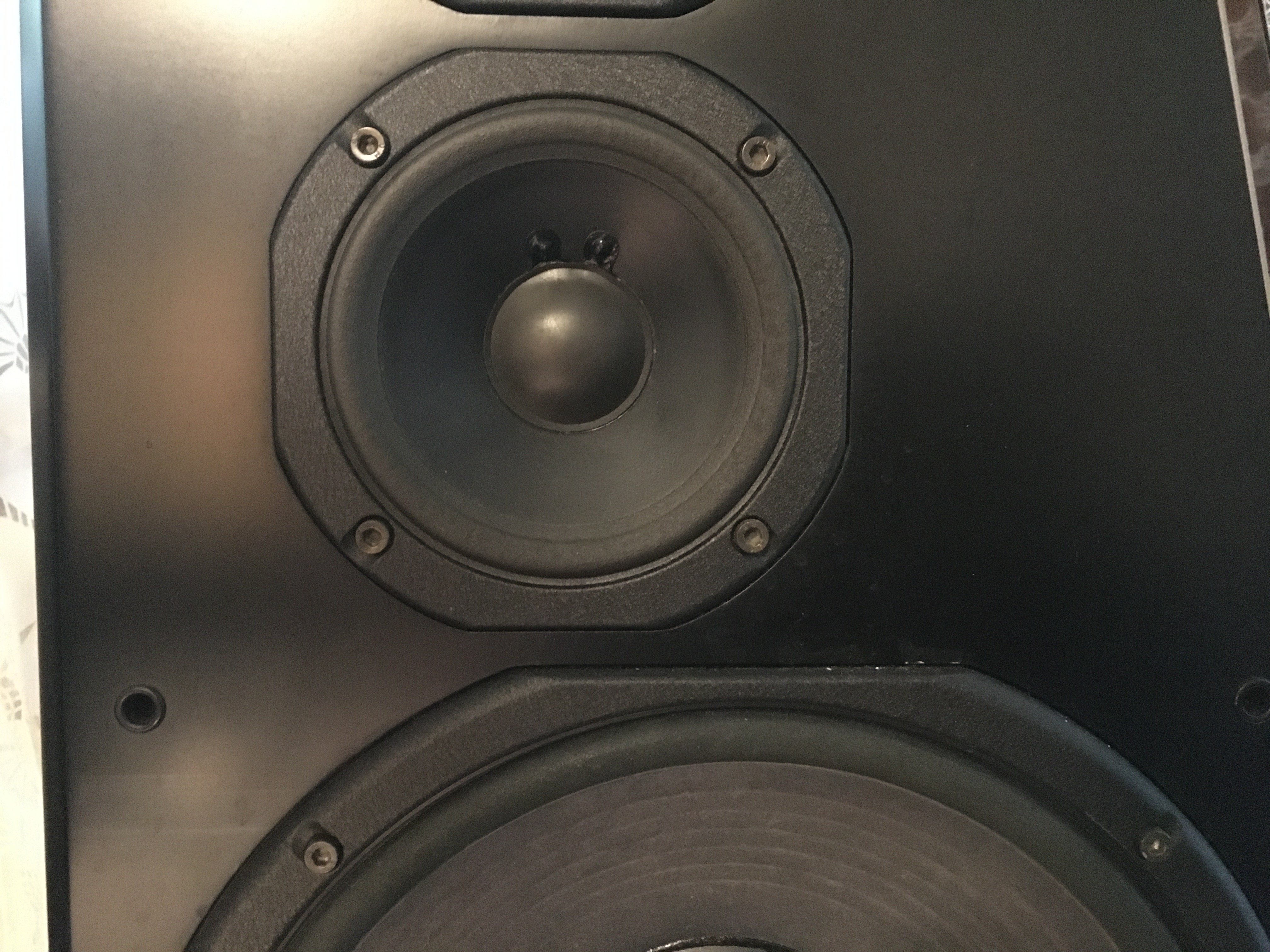
Un dels dos altaveus de gamma mitjana idèntics de la caixa d'altaveus JBL TI 5000 de la dècada de 1990. La vora del segon és visible a dalt, a sota hi ha l'altaveu de baix de 32 cm. El controlador de gamma mitjana representat té una membrana feta de polipropilè.

Un controlador de gamma mitjana ha de gestionar la part més significativa de l'espectre sonor audible, la regió on les freqüències més fonamentals són emeses pels instruments musicals i, el més important, la veu humana. Aquesta regió conté la majoria de sons que són els més familiars per a l'oïda humana i on s'observen més fàcilment les discrepàncies de la reproducció fidel. Per tant, és primordial que un controlador de gamma mitjana de bona qualitat sigui capaç de reproduir amb baixa distorsió.
La majoria de televisors i ràdios petites només tenen un únic controlador de gamma mitjana, o dos per a so estèreo. Com que la parla humana és l'aspecte més important de l'àudio de televisió, funciona bé. Atès que l'oïda és més sensible a les freqüències mitjanes produïdes per un rang mitjà, el controlador i l'amplificador poden ser de baixa potència, alhora que ofereixen el que es percep com un bon so tant pel que fa al volum com a la qualitat.